# Leland H. Hartwell
Leland Harrison Hartwell (Los Angeles, EUA, 1939) és un metge i professor universitari estatunidenc guardonat amb el Premi Nobel de Medicina o Fisiologia l'any 2001.

## Biografia
Va néixer el 30 d'octubre de 1939 a la ciutat de Los Angeles, situada a l'estat nord-americà de Califòrnia. Va estudiar medicina a l'Institut Tecnològic de Califòrnia, on es va llicenciar el 1961, i posteriorment realitzà el seu doctorat a l'Institut Tecnològic de Massachusetts el 1964. Entre 1965 i 1968 va treballar com a professor a la Universitat de Califòrnia i aquell any es traslladà a la Universitat de Washington. Des de 1997 és president i director del Centre d'Investigació del Càncer Fred Hutchinson de Seattle.

## Recerca científica
En una sèrie d'experiments que van tenir lloc entre 1970 i 1971 va descobrir els gens del cicle cel·lular o cicle de divisió cel·lular en el llevat del pa (Saccharomyces cerevisiae), uns gens que regulen el cicle cel·lular i les seves mutacions mutacions i que estan relacionats amb certs tipus de càncer. Així mateix estudià les propietats de la ciclina, la proteïna que periòdicament permet augmentar o disminuir la concentració d'eucariotes al llarg del cicle cel·lular.
L'any 2001 li fou concedit el Premi Nobel de Medicina o Fisiologia pels seus treballs sobre el cicle cel·lular, premi compartit amb Tim Hunt i Paul Nurse.